# Lance Cade
Lance Kenneth McNaught (Omaha (Nebraska), 2 maart 1981 – 13 augustus 2010), beter bekend als "The Rough House" Lance Cade, was een Amerikaans professioneel worstelaar die actief was in de World Wrestling Entertainment (WWE).
Op 13 augustus 2010 overleed hij aan de gevolgen van een hartstilstand.

## In het worstelen
- Finishers
  - Diving elbow drop
  - Lariat

- Signature moves
  - Sitout side slam spinebuster
  - Bulldog
  - Running or diving leg drop
  - Standing dropkick
  - Superkick
  - Vertical suplex, sometimes from the middle or top rope

- Managers
  - Kenny Bolin
  - Jonathan Coachman

- Bijnaam
  - "The Rough House"

## Prestaties
- Heartland Wrestling Association
  - HWA Heavyweight Championship (2 keer)
  - HWA Tag Team Championship (3 keer: 2x met Steve Bradley en 1x met Mike Sanders)

- Texas Wrestling Alliance
  - TWA Television Championship (1 keer)

- World Wrestling Entertainment
  - WWE World Tag Team Championship (3 keer: met Trevor Murdoch)